# Truman (Minnesota)
Truman – miasto w Stanach Zjednoczonych, w stanie Minnesota, w hrabstwie Martin.